# Wakhsh (districte)
Wakhsh fou un antic districte medieval a la zona del riu Wakhsh, a la seva riba esquerra. El districte arribava fins al Khuttal o Khuttalan. Actualment se situa al Tadjikistan.
Incloïa poblacions d'origen heftalita com els kumidjis i turcs. Ibn Rusta esmenta als turcs i karluks. Era una regió rica en ramats de cavalls.